# Guizotia abyssinica
Guizotia abyssinica (L.f.) Cass. è una pianta erbacea annuale della famiglia delle Asteracee, coltivata per il suo olio alimentare ed i suoi semi. La sua coltivazione ha avuto origine negli altopiani etiopici, e si è diffusa poi ad altre zone dell'Etiopia. I nomi comuni sono: noog / NUG (lingue semitiche dell'Etiopia ኑግ NUG); niger, nyger, nyjer o  semi niger, ramtil o  ramtilla, seme inga e blackseed.

## Descrizione

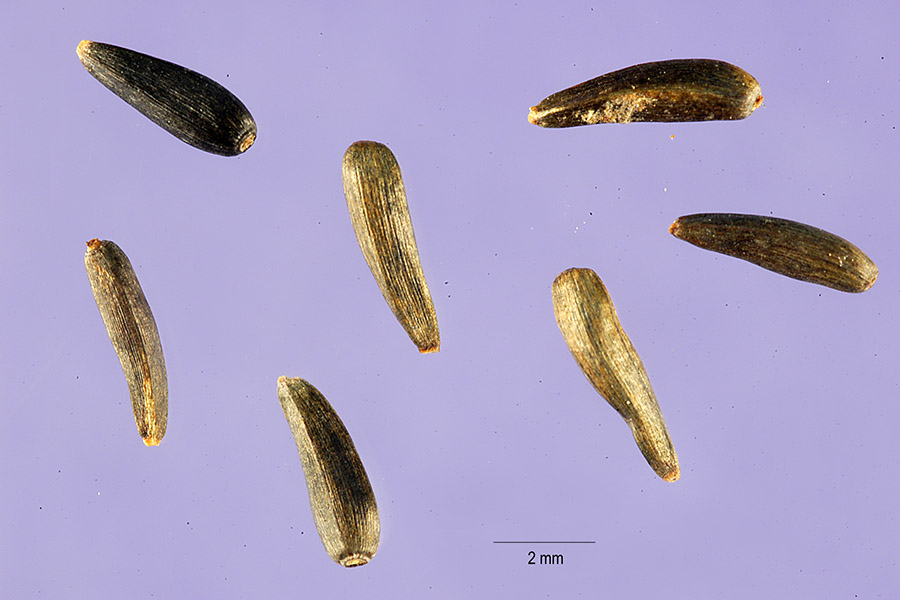
Semi di Guizotia abyssinica.

Il frutto è un achenio contenente minuscoli semi.

## Usi
Il seme viene spesso venduto come becchime in quanto è uno dei preferiti dai fringuelli, soprattutto il cardellino ed il verdone comune. Nel mercato del becchime, il nyjer è spesso venduto come seme di cardo. Questo è un termine improprio derivante dall'antica commercializzazione del seme come "cardo" per approfittare della preferenza dei fringuelli per questo seme.
La Wild Bird Feeding Industry (WBFI) ha depositato il marchio del nyjer per non confonderlo con il seme di cardo meno desiderabile.
Nel 1982 la USDA ordinò che i niger seed importati dovevano essere sterilizzati a caldo per uccidere il contaminante del seme di cuscuta. Questo trattamento, però, non era sufficiente a uccidere i semi di altre piante infestanti ritenute nocive dall'ente federale, tra cui Asphodelus fistulosus (erba cipollina), Digitaria (gramigna africana), Oryza (riso rosso), Paspalum scrobiculatum (miglio Kodo), Prosopis (comprese mezquites), Solanum viarum (mela tropicale),  Striga e Urochloa panicoides. Nel 2001 venne richiesto un nuovo trattamento per i niger seed importati che dovevano essere sottoposti a trattamento termico a 120 °C (248 °F) per 15 minuti.
Nel 2002 venne sviluppata la varietà EarlyBird Niger e adattata alle condizioni climatiche degli Stati Uniti da Glenn Page. La guizotia abyssinica non è una pianta considerata infestante dalle autorità federali ed ora è in commercio la produzione agricola degli Stati Uniti.
I niger seed sono utilizzati anche nelle zone del sud dell'India. Negli Stati di Karnataka, Andhra Pradesh e Maharashtra, i semi del Niger (chiamati valisalu/valasulu, uchellu/gurellu e Karale in telugu e Kannada in marathi rispettivamente) sono utilizzati per fare un denso chutney, che viene utilizzato come accompagnamento al pane. Essi sono utilizzati anche come spezia in alcuni curry.